# Ballophilus rouxi
Ballophilus rouxi är en mångfotingart som beskrevs av Ribaut H. 1923. Ballophilus rouxi ingår i släktet Ballophilus och familjen Ballophilidae.
Artens utbredningsområde är Nya Kaledonien. Inga underarter finns listade i Catalogue of Life.